# Proyecto GABRIEL
Proyecto GABRIEL fue una investigación destinada a evaluar el impacto de la lluvia radiactiva resultante de la guerra nuclear. La Comisión de Energía Atómica de los Estados Unidos concluyó que el isótopo radiactivo Estroncio-90 (Sr-90) representaba el mayor peligro para la vida a nivel global, lo que llevó al inicio del Proyecto SUNSHINE, que buscaba examinar los niveles de Sr-90 en tejidos humanos y huesos (con un interés especial en los infantes) recolectados en todo el mundo.

## Antecedentes

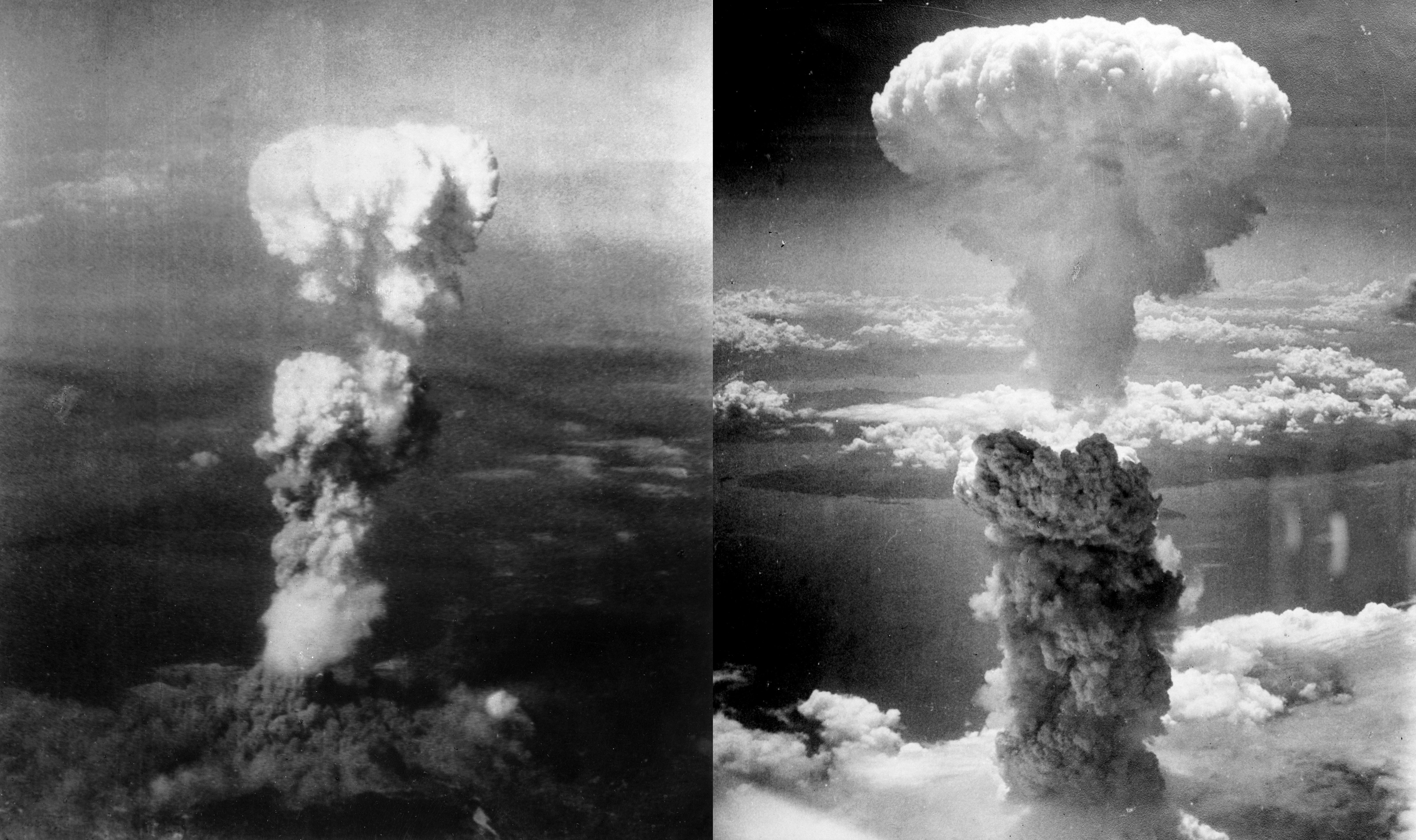
Nubes de hongo atómicas sobre Hiroshima (izquierda) y Nagasaki (derecha)

Durante la era de la Guerra Fría, se incrementaron las pruebas atmosféricas de armas nucleares. Tras los bombardeos atómicos de Hiroshima y Nagasaki en 1945, las pruebas continuaron y la magnitud de estas aumentó con la primera bomba de hidrógeno en 1952. Poco después de que Estados Unidos probara la bomba termonuclear, la Unión Soviética lo hizo en 1953. Las nubes de hongo generadas por las explosiones liberaron grandes cantidades de isótopos radiactivos.
El primer estudio exhaustivo sobre el problema de la liberación de isótopos radiactivos comenzó en la primavera de 1949 como un proyecto individual llamado GABRIEL, llevado a cabo por Nicholas M. Smith Jr. en el Laboratorio Nacional de Oak Ridge. Smith produjo su primer informe en 1949.
El Proyecto GABRIEL fue retomado a mediados de 1951 debido a la creciente preocupación por los peligros del Estroncio-90. La Comisión de Energía Atómica de los Estados Unidos (AEC) mostró interés en el informe del proyecto, aunque señaló que carecía de datos sólidos y requería confirmación independiente.
Después de revisar el Proyecto GABRIEL en 1953, se le otorgó el estatus de máxima prioridad. Este proyecto secreto buscaba definir los "límites prácticos" para el uso de armas atómicas. Se formó un equipo de trabajo bajo el nombre en clave de "Proyecto HORN". En 1954, la AEC argumentó que la lluvia radiactiva era inofensiva debido a la falta de evidencia que demostrara que dañaba a humanos, animales o cultivos. Sin embargo, esta afirmación fue posteriormente disputada cuando científicos anunciaron públicamente que no existía un nivel seguro de radiación. Un informe confidencial de un genetista de la AEC confirmó esta conclusión. Para 1954, y tras el incidente de Castle Bravo, quedó claro que la lluvia radiactiva era peligrosa para los humanos. La División de Biología y Medicina de la AEC se encargó de estudios experimentales y de campo relacionados con el Proyecto GABRIEL.
Instituciones como la RAND Corporation, los laboratorios de Columbia University, la oficina de la AEC en Nueva York, la Universidad de Chicago, un grupo exclusivo de científicos, la UCLA y la Fuerza Aérea de los Estados Unidos participaron en la recolección y prueba de muestras de lluvia radiactiva en todo el mundo.

## Pruebas con Estroncio-90
Cuando los peligros del Estroncio-90 se hicieron evidentes, el siguiente paso fue centrarse en el impacto y los daños por detonación. Las pruebas de Smith se enfocaron principalmente en cuántas armas atómicas podían detonarse antes de que la contaminación radiactiva del aire, el agua y el suelo tuviera efectos a largo plazo en cultivos, animales y humanos. En 1949, Smith estimó que serían necesarias 3,000 detonaciones del tamaño de Hiroshima en una sola temporada de crecimiento para afectar a las personas que consumían cultivos de áreas afectadas. En 1951, con nueva información, este cálculo se revisó a 10,000 detonaciones antes de que los peligros a largo plazo se volvieran graves.
Las pruebas se realizaron utilizando muestras de huesos, orina y tejidos recolectados en todo el mundo, aunque se realizaron bajo el pretexto falso de evaluar la importancia nutricional y el radón natural. Se determinó que el Sr-90 es un "buscador de huesos", depositándose en los huesos y la médula tras su ingestión. Los prisioneros civiles, principalmente reclusos de la prisión estatal de Utah, fueron considerados para ciertos experimentos de radiación. Un documento reveló que pruebas en los huesos de un bebé nacido muerto mostraron niveles de Estroncio-90 un 36% más altos que el promedio del 55% de otros nacidos muertos.

## Estudios relacionados con el Proyecto GABRIEL
El Proyecto GABRIEL abrió un amplio abanico de preguntas sobre la formación, transformación, lluvia radiactiva y peligros biológicos derivados de los escombros de bombas. Apoyó investigaciones relacionadas con los efectos secundarios de una guerra nuclear y fue el principal respaldo del Proyecto SUNSHINE, que examinaba los daños biológicos por la lluvia radiactiva de Sr-90. Para 1954, el Proyecto GABRIEL abarcaba unas 70 investigaciones financiadas por la División de Biología y Medicina de la AEC. En una conferencia de verano organizada por la RAND Corporation, la estimación de detonaciones se revisó a un daño equivalente a 25,000 megatones. El Proyecto SUNSHINE, liderado por el físico radiactivo Willard Libby, comenzó el 21 de julio de 1953. Libby identificó carencias en los datos del Proyecto GABRIEL e introdujo nuevas áreas de investigación como el carbono-14 y el desarrollo de la datación por radiocarbono. El informe final del Proyecto GABRIEL fue emitido en 1954 por la AEC, mientras que el informe del Proyecto SUNSHINE fue publicado por la RAND Corporation en 1953. Ambos proyectos jugaron un papel directo en la reorganización de la División de Biología y Medicina de la AEC en 1957.